# Филип (Мекленбург)
Вижте пояснителната страница за други личности с името Филип.
Филип фон Мекленбург (на немски: Philipp zu Mecklenburg; * 12 септември 1514, Шверин; † 4 януари 1557, Гюстров) от фамилията Мекленбург, е херцог на Мекленбург-Шверин (1552 – 1557, сърегент с Йохан Албрехт I фон Мекленбург).

## Биография
Той е син на херцог Хайнрих V фон Мекленбург (1479 – 1552) и втората му съпруга Хелена фон Пфалц (1493 – 1524), дъщеря на курфюрст Филип от Пфалц (1448 – 1508) и съпругата му Маргарета Баварска (1456 – 1501), дъщеря на херцог Лудвиг IX от Бавария-Ландсхут. Полубрат е на Магнус III († 1550), епископ на Шверин (1516 – 1532) и първият лутерански администратор на епископство Шверин (1532 – 1550).
Филип фон Мекленбург е ранен при турнир и след това години наред е умствено болен. След смъртта на баща му Хайнрих V той живее в двора на херцог Улрих фон Мекленбург в Гюстров, където и умира. Заради болестта му не е ясно дали е управлявал активно.
Той е погребан в катедралата на Доберан.